# Arkalyk
Arkalyk (kazašsky Арқалық, rusky Аркалык) je město v centrálním Kazachstánu v Kostanajské oblasti, dříve hlavní město Turgajské oblasti. Založen byl roku 1956, status města získal roku 1965.
Před rozpadem Sovětského svazu žilo ve městě 62 tisíc obyvatel. Do roku 2006 poklesl počet obyvatel na 42 tisíc, z toho 26 tisíc ve vlastním městě, zbytek v obcích spadajících pod město.
Arkalyk má železniční spojení s oblastním centrem. Má i letiště, odkud v sovětských dobách vedly letecké linky do řady kazašských měst, nyní funguje pouze epizodicky během akcí zabezpečujících přistávání kosmických lodí Sojuz. Sem směřoval také transport divokých koní z pražské ZOO v roce 2023.